# James Earle
Pour les articles homonymes, voir Earle.
James Earle (Londres, 1755-1817), est un chirurgien britannique.

## Biographie
James Earle étudie la médecine à l'hôpital Saint Bartholomew, où il sera élu chirurgien assistant en 1770 puis chirurgien en mai 1784, poste qu'il occupera jusqu'en 1815. Il devient par ailleurs chirurgien du roi George III en 1786.
Il épouse la fille de Percival Pott, et écrira par la suite les mémoires de ce dernier qu'il publiera en 1790.
En 1802, alors qu'il est président du collège des chirurgiens de Londres, il est fait chevalier par le roi.
Il est notamment célèbre pour son traitement de l'hydrocèle par l'injection au vin qu'il exposa dans un mémoire en 1791. Dans un autre mémoire en 1801, il propose un nouveau procédé pour extraire la cataracte à travers la cornée.

## Publications
- A Treatise on the Hydrocele (1791, avec ajouts en 1793, 1796 et 1805)
- Practical Observations on the Operation for Stone (1793, seconde édition en 1796)
- Observations on the Cure of Curved Spine (1799)
- On Burns (1799)
- A New Method of Operation for Cataract (1801)
- Philosophical Transactions (1803)
- Letter on Fractures of the Lower Limbs (1807)
- On Hæmorrhoidal Excrescences (1807)